# Robert Alton
Robert Alton, nato Robert Alton Hart (Bennington, 28 gennaio 1906 – Los Angeles, 12 giugno 1957), è stato un danzatore, coreografo e regista statunitense.
Fu una delle maggiori figure di coreografi delle scene teatrali di Broadway e del musical hollywoodiano tra gli anni trenta e gli anni cinquanta. Oggi viene ricordato soprattutto per aver scoperto Gene Kelly, per la sua collaborazione con Fred Astaire e per le sue coreografie di film come Le ragazze di Harvey (1946), Show Boat (1951) e Bianco Natale (1954).

## Biografia
Robert Alton nacque a Bennington, nel Vermont. Studiò danza con Ralph McKernan a Springfield, nel Massachusetts. Durante l'estate, studiava a New York con Bert French e Mikhail Mordkin con la cui compagnia fece il suo debutto teatrale a Broadway in Take It from Me (1919), seguito da Greenwich Follies (1924) e Same Day (1925).
Con sua moglie Marjorie Fielding, fece anche l'impresario. Quando lei si ritirò temporaneamente dal lavoro per poter avere un bambino, Alton assunse la direzione di una sala a St. Louis, insegnando danza alla Clark's Dance School. Tra i suoi studenti, ci furono Donn Arden e Betty Grable.
Dopo una serie di successi al Paramount Theatre nel 1933, cominciò una carriera di coreografo che lo portò a diventare uno dei nomi di punta del teatro musicale di Broadway negli anni trenta e quaranta, dove si trovò a collaborare con Cole Porter, Rogers and Hart, Rogers and Hammerstein.
Alton trasformò la coreografia di Broadway: fino a quel momento i numeri musicali si presentavano come un insieme di linee geometriche di grande precisione. Alton, invece, scorporò il corpo di ballo che, da un insieme compatto, fu da lui diviso in piccoli gruppi e in solisti che acquistavano maggiore evidenza sulla scena. Le sue coreografie vennero celebrate per l'eleganza e l'attenzione ai dettagli.
Nel 1957, mentre stava lavorando alla versione cinematografica di Pal Joey, ebbe un collasso e venne sostituito sul set da Hermes Pan, il più stretto collaboratore di Fred Astaire. Alton fu ricoverato all'ospedale Cedri del Libano, dove morì il 12 giugno, a 51 anni. Venne sepolto nella tomba di famiglia a Bennington.

## Spettacoli teatrali
- The Greenwich Village Follies (1924) - interprete (Broadway, 16 settembre 1924)
- Hold Your Horses - Danze - (Broadway, 25 settembre 1933)
- Ziegfeld Follies of 1934 - regia danze aggiunte (Broadway, 4 gennaio 1934)
- Keep Moving - regia del numero Command to Love (Broadway, 23 agosto 1934)
- Life Begins at 8:40 - coreografia (Broadway, 27 agosto 1934)
- Anything Goes - danze e insieme (Broadway, 21 novembre 1934)
- Thumbs Up! - coreografia (Broadway, 27 dicembre 1934)
- Parade - regia e supervisione dei numeri musicali danzati (Broadway, 20 maggio 1935)
- Ziegfeld Follies of 1936 - coreografia (Broadway, 30 gennaio 1936)
- Ziegfeld Follies of 1936 - coreografia (Broadway, 14 settembre 1936)
- The Show is On - coreografia (Broadway, 25 dicembre 1936)
- The Show is On - coreografia (Broadway, 18 settembre 1937)
- Hooray For What! - regia delle danze (Broadway, 1º dicembre 1937)
- Between the Devil - regia delle danze e dei numeri musicali (Broadway, 22 dicembre 1937)
- You Never Know - coreografia (Broadway, 21 settembre 1938)
- Leave It to Me! - coreografia (Broadway, 9 novembre 1938)
- One For the Money - regia numeri musicali (Broadway, 4 febbraio 1939)
- Streets of Paris - regia dei numeri musicali (Broadway, 19 giugno 1939)
- Too Many Girls - regia dei numeri musicali (Broadway, 18 ottobre 1939)
- Du Barry Was a Lady - coreografia (Broadway, 6 dicembre 1939)
- Two For The Show - regia dei numeri musicali (Broadway, 8 febbraio 1940)
- Higher and Higher - coreografia (Broadway, 4 aprile 1940)
- Higher and Higher - coreografia (Broadway, 5 agosto 1940)
- Panama Hattie - coreografia (Broadway, 30 ottobre 1940)
- Pal Joey - coreografia (Broadway, 25 dicembre 1940)
- Sons o' Fun - coreografia (Broadway, 1º dicembre 1941)
- By Jupiter - coreografia (Broadway, 3 giugno 1942)
- Count Me In - coreografia (Broadway, 8 ottobre 1942)
- Ziegfeld Follies of 1943 - coreografia (Broadway, 1º aprile 1943)
- Early to Bed - coreografia (Broadway, 17 giugno 1943)
- Laffing Room Only - coreografia (Broadway, 23 dicembre 1944)
- Pal Joey - regia danze e numeri musicali / supervisione alla produzione (ripresa) (Broadway, 3 gennaio 1952)
- Hazel Flagg - regia numeri musicali / supervisione alla produzione (Broadway, 11 febbraio 1953)
- Me and Juliet - regia danze e numeri musicali (Broadway, 28 maggio 1953)
- The Vamp - coreografia / supervisione alla produzione (Broadway, 10 novembre 1955)
- Judy Garland - regia (Broadway, 26 settembre 1956)

## Filmografia
La filmografia è completa

### Danze / Coreografo
- Poppin' the Cork, regia di Jack White - coreografo (1933)
- Coniglio o leone? (Strike Me Pink), regia di Norman Taurog - danze (1936)
- L'inarrivabile felicità (You'll Never Get Rich), regia di Sidney Lanfield - danze (1941)
- Non tradirmi con me (Two-Faced Woman), regia di George Cukor - direttore delle danze (1941)
- Ritmi di Broadway (Broadway Rhythm), regia di Roy Del Ruth - coreografo (1944)
- Bellezze al bagno (Bathing Beauty), regia di George Sidney - direzione danze (1944)
- Ziegfeld Follies aa.vv. - direzione danze (1945)
- Le ragazze di Harvey (The Harvey Girls), regia di George Sidney - direzione dei numeri musicali (1946)
- Nuvole passeggere (Till the Clouds Roll By), regia di Richard Whorf e, non accreditati, Vincente Minnelli e George Sidney - direzione e regia dei numeri musicali (1946)
- Good News, regia di Charles Walters - coreografo (1947)
- Il pirata (The Pirate), regia di Vincente Minnelli - direzione danze (1948)
- Parole e musica (Words and Music), regia di Norman Taurog - coreografia (1948)
- I Barkleys di Broadway (The Barkleys of Broadway), regia di Charles Walters - coreografo (1949)
- I fidanzati sconosciuti  (In the Good Old Summertime), regia di Robert Z. Leonard e, non accreditato, Buster Keaton - regia sequenze musicali (1949)
- Anna prendi il fucile (Annie Get Your Gun), regia di George Sidney e, non accreditato, Busby Berkeley - coreografo (1950)
- Show Boat, regia di George Sidney - danze (1951)
- The Belle of New York, regia di Charles Walters - regia numeri musicali (1952)
- Chiamatemi Madame (Call Me Madam), regia di Walter Lang - regia numeri musicali (1953)
- I Love Melvin, regia di Don Weis - coreografo (1953)
- Bianco Natale (White Christmas), regia di Michael Curtiz - regia numeri musicali (1954)
- La ragazza di campagna (The Country Girl), regia di George Seaton - regia sequenze musicali (1954)
- Follie dell'anno (There's No Business Like Show Business), regia di Walter Lang - regia numeri e sequenze musicali (1954)
- La ragazza di Las Vegas (The Girl Rush), regia di Robert Pirosh - coreografo (1955)
- Il giullare del re (The Court Jester), regia di Melvin Frank e Norman Panama - coreografo (non accreditato) (1956)

### Regista
- Merton of the Movies (1947)
- Canzone pagana (Pagan Love Song) (1950)

### Produttore / Attore / Colonna sonora
- Non tradirmi con me (Two-Faced Woman), regia di George Cukor - attore e interprete Chica-Choca (non accreditato) (1941)
- La ragazza di Las Vegas (The Girl Rush), regia di Robert Pirosh - produttore (1955)
- You're the Top episodio tv di Ford Star Jubilee - produttore (1956)

### Filmati d'archivio e Ringraziamenti
- Hollywood Hollywood (That's Entertainment, Part II), regia di Gene Kelly - ringraziamenti (1976)
- The Pirate: A Musical Treasure Chest regia di Peter Fitzgerald - (filmato d'archivio) (2007)